# Henrique de Curitiba
Zbigniew Henrique Morozowicz, conhecido como Henrique de Curitiba (Curitiba, 29 de agosto de 1934 - Curitiba, 18 de fevereiro de 2008) foi um compositor brasileiro.
Ele escolheu o pseudônimo de "Henrique de Curitiba" para se tornar conhecido no Brasil e no exterior sob nome mais comum e melhor pronunciável.

## Biografia
Morozowicz nasceu como filho de imigrantes poloneses que foram para Curitiba. Seu pai, Tadeusz Morozowicz, era um   coreógrafo e  bailarino, conhecido no Scala de Milão, Itália.  Veio para o Brasil em 1926,como integrante do elenco da companhia, na qual vieram solistas como Claudia Mussi e Tita Rufo, e o maestro Arthuro Toscanini,   tendo se apresentado por various países da America do Sul. No final da tournée,  a convite da comunidade polonesa local, veio conhecer o teatro amador e  posteriormente para orientar grupos teatrais e fundar a primeira escola de balé da cidade, vinculada à Sociedade Thalia. Sua mãe, Wanda Lachowski era pianista, aluna de René Devrainne Franck e aproximou Henrique um pouco da música. Também era irmão da bailarina e coreógrafa Milena Morozowicz. e do flautista e maestro Norton Morozowicz.
Em 1942 começou a estudar música com a mãe, sua primeira professora de piano. Em 1944 tornou-se aluno de René Devrainne Franck. Em 1946 começou a trabalhar como pianista no Ballet da Sociedade Thalia, a convite de seu pai. Em 1948, com a fundação da Escola de Música e Belas Artes do Paraná (EMBAP), tornou-se aluno do curso fundamental de piano, com a mesma professora. Neste ano, assinou sua primeira composição.
Em 1951 ingressou no Curso Superior de Música da EMBAP. Passou também a estudar harmonia e composição com o maestro húngaro George Kaszas, que regia em Curitiba a orquestra da Sociedade de Cultura Artística Brasílio Itiberê (SCABI). Desde 1950 estudava órgão com Rodrigo Hermann, e passou a atuar como organista da Catedral Metropolitana de Curitiba. Para o coral feminino da Catedral escreveu peças sacras.
Concluiu o curso superior em 1953, e em 1954 mudou-se para São Paulo para continuar os estudos. Na Escola Livre de Música estudou piano com Henry Jolles e composição com Hans-Joachim Koellreutter na Escola Livre de Música. Ele foi para a Polônia, em 1960, para estudos posteriores.
Em 1955 trabalhou como consultor musical para a firma Whinner, fabricantes pioneiros de órgãos eletrônicos no Brasil.
Nos anos 60 iniciou um trabalho de flauta e piano com seu irmão Norton Morozowicz, formando o Duo Morozowicz, com quem excursionou por todo o Brasil, tendo gravado dois Lps.
Em 1981 Morozowicz recebeu Mestrado na Universidade de Cornell e na Faculdade de Ithaca, em Nova York, sob a orientação de Karel Husa, e tornou-se um reconhecido compositor como "Henrique de Curitiba". Lecionou na UFPR nos anos 80 e na década de 90, e na UFG até 2006. Faleceu em Curitiba em 22 de fevereiro de 2008.
Várias de suas composições nomeiam ruas da cidade de São Paulo, como Borboletas Psicodélicas, Três Episódios e Suíte de Natal.
Foi casado com Ulrike Graf, violista e pianista, neta do pastor luterano e músico Karl Frank, e filha da maestrina e pianista Ester Frank Graf. Ulrike foi aluna da mãe e de Ingrid Seraphim, e com Henrique formou o aplaudido Duo Schubertiano de piano a quatro mãos. Tiveram os filhos Karina, oboísta, e Alexis.

## Reconhecimento
Compôs mais de 150 obras, entre elas muitas peças para coral e para voz, gêneros nos quais se destacou. A Capela Santa Maria e o Instituto Cultura e Arte de Curitiba instituíram uma Semana de Canto Coral que leva seu nome. Segundo Gyovana de Castro Carneiro, Henrique compôs "música instrumental, vocal coral e de câmara, muitas editadas, gravadas e apresentadas no Brasil e no exterior, inclusive nas Bienais Brasileiras de Música Contemporânea", sendo um "grande compositor brasileiro, [...] cuja origem européia não o impediu de compor música autenticamente brasileira. [...] A forma parece ser o mais importante na obra desse músico que, com seu extraordinário poder de síntese, apresenta uma produção que funde o compositor brasileiro com suas raízes eslavas; é significativa sua contribuição para o repertório pianístico de uma maneira muito pessoal, já que o piano era o seu instrumento". Para Edino Krieger, "sem apelar para modismo nem vanguardismo, Henrique produz uma obra que assenta sobre os pilotis dos valores musicais permanentes: a solidez da forma, a musicalidade, a qualidade artesanal e a comunicabilidade, dentro de uma linguagem contemporânea e uma linguagem fortemente pessoal". Para Deloise Chagas Lima, "Henrique de Curitiba Morozowicz consolidou-se como compositor de destaque não só no estado do Paraná, onde nasceu, mas também no Brasil. [...] Sua linguagem musical é bastante acessível, impregnada de ritmos brasileiros e da música folclórica de forma notavelmente elegante. [...] Músico que se dedica há mais de cinquenta anos à composição, Morozowicz tem, assim como sua família, enriquecido a vida cultural da cidade de Curitiba, do estado do Paraná e de todo o país".